# ヘルボーイ/ゴールデン・アーミー
『ヘルボーイ/ゴールデン・アーミー』（Hellboy II: The Golden Army）は、2008年のアメリカ合衆国のスーパーヒーロー映画。監督・脚本はギレルモ・デル・トロ、出演はロン・パールマンとセルマ・ブレアなど。2004年の『ヘルボーイ』の続編。

## ストーリー
1955年のクリスマス・イヴ、ニューメキシコ州にあるダグラス陸軍基地。幼少期のヘルボーイは養父であるブルッテンホルム教授から寝る前に物語を聞かされていた。
「遠い昔、人間と獣と魔物との戦いがあった。惨状を嘆き哀しむエルフ（妖精）の王バロルは、ゴブリンの鍛冶職人から“疲れを知らぬ無敵の軍隊”ゴールデン・アーミー（黄金軍団）の設立を要請された。ヌアダ王子の進言もあり、王は軍の製造を許可。完成したゴールデン・アーミーを操作するため、王は魔法の王冠を手にした。出撃したゴールデン・アーミーは人間たちを殲滅するが、その強大さに後悔した王は停戦を宣言、王冠を三つに分けた。その一つを人間に与え、二つは自身が保持した王は、停戦の条件として、人間は街に、魔物は森に住み、停戦は世界の終わりまで守るよう告げる。王子は、強欲な人間を信じられず、民に求められるその日までと去っていった。ゴールデン・アーミーは地中深くに封印され、再び王冠が一つになる日を待っている。」
それから数十年後の9月26日、ニューヨークはマンハッタンの地下で、ヌアダ王子はゴールデン・アーミーの復活のために行動する。まず手始めに、忠実な同志で巨体・怪力のMr.ウィンクと共に、古代遺物のオークションに出た「ベツムーラの王冠」の一片を、「歯の妖精」を使って強襲・強奪する。
一方、ニュージャージー州トレントンにある超常現象捜査防衛局（BPRD）。そこにはFBI局長のトム・マニングの指揮下、エージェントとして、怪力だが性格は子供のようなヘルボーイ、彼のガールフレンドで火を操る能力以外は普通の人間の外見をした女性エリザベス（リズ）・シャーマン、外見は不気味な半魚人だが精神感応力があり知的で心の優しいエイブラハム（エイブ）・サピエンが暮らしていた。
ヌアダ王子の犯行現場についた一行は、人間がみんな「歯の妖精」に食い尽くされたことを知り、一行も襲われ、彼らの秘密裏の行動が一般人に知られることになる。
さらにヌアダ王子とMr.ウィンクは、イーストサイド操車場から妖精界の議事堂に行き、休戦協定を破った王子に怒るバロル王を、双子の妹・ヌアラ王女とその他の重臣が控える場で、護衛戦士と共に刺し殺し、王冠の一片を奪う。危険を感じたヌアラ王女は、最後の一片と黄金軍団が隠されている秘密の地図を持ってブルックリン橋の東側にあるトロールの市場に身を隠す。
ヘルボーイたちの新しいリーダー（監視役）として、ドイツ人のヨハン・クラウスという霊気（エクトプラズム）を操る半機械人間が加わり、トロールと人間を見分けることができる秘密兵器「シュフタイン・グラス」などを使って、リズを除く一行はトロールの市場へ潜り込む。ヌアラ王女はヘルボーイたちに保護され、ウィンク及びヌアダ王子が呼び出した巨大な怪物・精霊（エレメンタル）は大暴れするが倒される。
美しく賢いヌアラ王女にほれ込んだエイブは今まで聞いたことのない恋の歌をCDで聞き、ヘルボーイと共に「涙色の微笑（Can't Smile Without You）」を歌ってビールを飲む。ヌアラ王女は地図を燃やし、王冠の最後の一片を本の間に隠す。が、秘密は筒にあり、ヌアラ王女とヌアダ王子は精神的にも肉体的にも繋がっているため（片方が血を流すと、もう片方も同じところから血を流す）、たやすく王女の居場所を知ることができた王子に戦いを挑まれたヘルボーイは胸に魔力を持った槍の刃先を埋め込まれる。
地図に基づき北アイルランド・アントリムへ飛んだヘルボーイたちは、下半身を失っているゴブリンの導きにより、黄金軍団によって廃墟となった町に住む死神と会い、世界を滅ぼすことになるだろうこの男の命を助けたいか、という死神の問いにリズは助けたいと答え、またリズはヘルボーイに自分の妊娠を告げ、ヘルボーイの体の中の槍の刃先は取り除かれる。
エイブのヌアラ王女に対する思いを利用して、最後の一片を手に入れ王冠を復活させたヌアダ王子は、地下都市で黄金軍団を蘇らせるが、ヘルボーイとの死闘のあげく、ヌアラ王女が自分の心臓を短剣で刺し、死を選ぶことによって、王子の命も消え、王冠はリズの手の炎で溶かされてただの金塊となる。

## 登場人物

### 超常現象調査防衛局（BRPD）
ヘルボーイ
演 - ロン・パールマン 、吹替 - 谷口節
本作の主人公。ラスプーチンによって下界に召喚された悪魔。ニックネームはレッド。
リズ・シャーマン
演 - セルマ・ブレア、吹替 - 本田貴子
ヒロイン。念動発火を操る事が出来る女性。
エイブ・サピエン
演 - ダグ・ジョーンズ、吹替 - 佐々木睦
ヘルボーイの相棒で、半魚人。ニックネームはブルー。
ヨハン・クラウス
演 - ジョン・アレクサンダー、声 - セス・マクファーレン、吹替 - 江原正士
B.R.P.D.の新メンバー。ヘルボーイ達の上官（監視役）として派遣される。ヘルボーイとは対立的。
無機物や有機物に乗り移り操ることができる、テレプラスティ能力の持ち主。幽体離脱中に肉体を失い気密スーツを身に纏っている。
トム・マニング
演 - ジェフリー・タンバー、吹替 - 岩崎ひろし
FBI局長。隠密行動のできないヘルボーイに頭を悩ませる。
マーブル
演 - マイク・ケリー、吹替 - 後藤哲夫
FBI職員。トゥース・フェアリーの奇襲に遭い、ヘルボーイと共に共闘するが呆気なく殺害された。
フリント
演 - アンドリュー・へスラー
FBI職員。トゥース・フェアリーの奇襲に遭い、3人の中で真っ先に殺害された。台詞無し。
スティール
演 - イヴァン・カマラス、吹替 - ？
FBI職員。トゥース・フェアリーとの戦闘では、リズとエイブと共に連携しFBI職員の中では唯一奮闘した。金庫室に移動していた際に隙を突かれ殺害された。
トレヴァー・ブルーム・ブルッテンホルム教授
演 - ジョン・ハート、吹替 - 山野史人
ヘルボーイの育ての親でBRPDの元リーダー。故人。

### ベツムーラ王国
ヌアダ王子
演 - ルーク・ゴス、吹替 - 家中宏
エルフ族の王子。絶滅寸前の危機に瀕しているエルフ族の再興の為、地上の支配者となった人間を抹殺すべく、ゴールデン・アーミーを現世に甦らせようと企む。
ヌアラ王女
演 - アンナ・ウォルトン、吹替 - 佐古真弓
ヌアダ王子の双子の妹。兄とは異なり温厚な性格。
バロル王
演 - ロイ・ドートリス、吹替 - 原語音声
エルフ族の王。かつて人間との間に休戦協定を結び、現在もこの協定を守っていたがヌアダ王子と対立する。

### クリーチャー
ゴールデン・アーミー
バロル王の命でゴブリンの鍛冶職人によって作られた世界最強の軍団。
Mr.ウィンク
演 - ブライアン・スティール
ヌアダ王子の同志。巨体で凄まじい怪力を兼ね備えたトロール。
トゥース・フェアリー
凶暴な歯の妖精。主食はカルシウム。
侍従
演 - ダグ・ジョーンズ、吹替 - ？
ベツムーラ王国に仕える生物。
フラグルワンプ
演 - ブライアン・スティール、吹替 - 滝沢ロコ
スコットランドのトロール。子猫が好物で、カナリアが苦手。ホームレスの老女に化けた姿で登場する。
エレメンタル
エルフ族に仕える絶滅寸前の森の神。
ゴブリン
演 - ジョン・アレクサンダー、吹替 - 後藤哲夫
ゴールデン・アーミー製造に関与した鍛冶職人のゴブリン。
ジャイアント・ドアウェイ
石の巨人。エルフ国への入り口を守る。
死の天使
演 - ダグ・ジョーンズ、吹替 - 廣田行生
死を司る天使。

## 作品の評価
Rotten Tomatoesによれば、批評家の一致した見解は「ギレルモ・デル・トロは登場人物たちの親しみやすさに加えて想像力に富んだビジュアルでコミックブックの素晴らしい続編を作り上げている。」であり、249件の評論のうち高評価は86%にあたる214件で、平均点は10点満点中7.21点となっている。
Metacriticによれば、36件の評論のうち、高評価は35件、賛否混在は1件、低評価はなく、平均点は100点満点中78点となっている。